# Ненахов Максим Максимович
Максим Максимович Ненахов (рос. Максим Максимович Ненахов, нар. 13 грудня 1998, Красногорськ, Росія) — російський футболіст, фланговий захисник клубу «Локомотив» (Москва).

## Ігрова кар'єра

### Клубна
Максим Ненахов є вихованцем московського «Динамо», де з 2015 року він грав у молодіжній команді. Взимку 2016 року для набору ігрової практики футболіст відправився в оренду у клуб Першої ліги «Тюмень», де грав до кінця сезону. Після цього Ненахов ще відправлялвся в оренду. Він грав у хабаровському СКА-Хабаровськ у сезоні 2018/19. Влітку 2019 року, не маючи змоги пробитися до основи «Динамо», Ненахов остаточно перейшов у волгоградський «Ротор».
Але вже взимку 2020 року стало відомо, що футболіст підписав контракт з «Ахматом». У складі грозненського клубу Ненахов дебютував у турнірі РПЛ 29 лютого у матчі проти «Ростова».
У червні 2021 року Максим Ненахов підписав трирічний контракт з московським «Локомотивом».

### Збірна
У 2020 році Максим Ненахов зіграв два матчі у складі молодіжної збірної Росії.